# کانادایی‌های روس‌تبار
کانادایی‌های روس‌تبار شهروندان کانادایی روسی هستند که برای سکونت در کانادا به آنجا مهاجرت کرده‌اند. براساس سرشماری ۲۰۱۱ کانادا ۵۵۰٬۵۲۰ کانادایی وجود دارد که اظهار کرده‌اند از طرف پدر و مادر یا یکی از آنها روس‌تبار هستند. گروه‌های نزدیک مرتبط عبارتند از: کانادایی‌های اوکراینی، بسیاری از کانادایی‌های اسلاو شرق کشور هم که نژاد اوکراینی دارند، و کانادایی‌های بلاروس، کمی از کانادایی‌های اسلاو شرق کشور که از نژاد بلاروس هستند.

## کانادایی‌های روس‌تبار
داده‌های این بخش از روی سرشماری سال ۲۰۰۶ کانادا است.
- کل: ۵۰۰٬۶۰۵.
- تک‌پاسخی (تنها یک تبار قابل انتخاب): ۹۸٬۲۴۵.
- چندپاسخی (چند تبار قابل انتخاب): ۴۰۲٬۳۶۰.

### استان‌هایی با جمعیت بالای کانادایی‌های روس‌تبار

#### کبک
داده‌های این بخش از روی سرشماری سال ۲۰۰۶ کانادا است.
- کل: ۴۰٬۱۵۵
- تک‌پاسخی (تنها یک تبار قابل انتخاب): ۱۱٬۹۳۵
- چندپاسخی (چند تبار قابل انتخاب): ۲۸٬۲۲۰

##### مونترال (سرشماری مناطق شهری)
داده‌های این بخش از روی سرشماری سال ۲۰۰۶ کانادا است.
- کل: ۹۸٬۸۰۰
- تک‌پاسخی (تنها یک تبار قابل انتخاب): ۱۰٬۶۸۵
- چندپاسخی (چند تبار قابل انتخاب): ۲۵٬۱۱۵

#### انتاریو
داده‌های این بخش از روی سرشماری سال ۲۰۰۶ کانادا است.
- کل: ۱۶۷٬۳۶۰
- تک‌پاسخی (تنها یک تبار قابل انتخاب): ۳۹٬۶۶۰
- چندپاسخی (چند تبار قابل انتخاب): ۱۲۷٬۷۰۰

##### تورنتو (سرشماری مناطق شهری)
داده‌های این بخش از روی سرشماری سال ۲۰۰۶ کانادا است.
- کل: ۱۰۲٬۸۱۵
- تک‌پاسخی (تنها یک تبار قابل انتخاب): ۲۹٬۶۹۵
- چندپاسخی (چند تبار قابل انتخاب):۷۳٬۱۲۰

#### آلبرتا
داده‌های این بخش از روی سرشماری سال ۲۰۰۶ کانادا است.
- کل: ۹۲٬۰۲۰
- تک‌پاسخی (تنها یک تبار قابل انتخاب): ۱۱٬۰۷۵
- چندپاسخی (چند تبار قابل انتخاب): ۸۰٬۹۴۰

#### بریتیش کلمبیا
داده‌های این بخش از روی سرشماری سال ۲۰۰۶ کانادا است.
- کل: ۱۱۴٬۱۱۲
- تک‌پاسخی (تنها یک تبار قابل انتخاب): ۲۱٬۷۴۰
- چندپاسخی (چند تبار قابل انتخاب): ۹۲٬۳۶۵

## لیست کانادایی‌های روس‌تبار مشهور[۴]

### هنر، سرگرمی و ادبیات
- پاملا اندرسون هنرپیشه
- هاروی اتکین صدا هنرپیشه
- سال بلو نویسنده، برنده جایزه نوبل، برنده جایزه پولیتزر و نشان ملی هنر
- ویکتور گاربر بازیگر، تایتانیک ،آرگو، پیشتازان فضا
- ناتالی گلبووا دوشیزه جهان سال ۲۰۰۵، دوشیزه جهان سال ۲۰۰۵ کانادا
- لورن گرین بازیگر، بتل‌استار گالکتیکا
- جسیکا پارکر کندی هنرپیشه، اسمالویل، بادبان‌های سیاه
- کی. دی. لنگ موسیقیدان، برنده جایزه جونو و جایزه گرمی
- نایل میتر هنرپیشه، ۹۰۲۱۰ (مجموعه تلویزیونی)
- سارا پلی هنرپیشه و کارگردان
- دانکن ریگر نویسنده و هنرپیشه، پیشتازان فضا
- سنیا سولو هنرپیشه، قوی سیاه (فیلم ۲۰۱۰)[۵]

### تجارت و دیگر
- ادگار برونفمن میلیاردر، عضو خانواده برونفمن
- ساموئل برونفمن میلیاردر، عضو خانواده برونفمن

### سیاست
- مایکل ایگناتیف نویسنده، روزنامه‌نگار، دانشگاهی، سیاستمدار

### علم
- گرگوری چامیتوف فضانورد و مهندس ناسا
- مایکل چاساداوسکی نویسنده و استاد اقتصاد دانشگاه اوتاوا
- مارتین کامن فیزیکدان، عضو پروژه منهتن (اولین بمب اتمی)، کاشف ایزوتوپ هسته‌ای کربن ۱۴
- لوئیس اسلوتین فیزیکدان، عضو پروژه منهتن (اولین بمب اتمی)
- جرج ولکف فیزیکدانی که به کشف ستاره‌های نوترونی کمک کرد.